# Acapulco
Acapulco (in nahuatl Acapolco Juárez), ufficialmente Acapulco de Juárez,  è la città e il porto principale dello Stato di Guerrero, sulla costa pacifica del Messico, a 350 chilometri sud-ovest di Città del Messico.
Deve la sua fama anche ai tuffatori de La Quebrada, un gruppo di professionisti che si esibisce diverse volte al giorno tuffandosi da altezze variabili (fino a 35 metri di altezza) in un'insenatura larga pochi metri e profonda ancora meno.

## Storia
Fu fondata intorno al 1530. Acapulco era il principale porto messicano sul Pacifico durante la dominazione spagnola. Da qui difatti partivano i galeoni per Manila, nelle Filippine. Fino al 1765 questa fu l'unica via di commercio tra le Filippine e la Spagna. Nel 1815 partì l'ultimo galeone per Manila.

## Infrastrutture e trasporti

### Aeroporti
La città è servita dall'Aeroporto Internazionale General Juan N. Álvarez.

### Autobus
Al terminale di autobus arrivano molti mezzi da tutto il Paese, soprattutto da Città del Messico, che escono ogni 15 minuti da Tasqueña.

### Porti
L'International Transatlantico Port Tenente José Azueta è il porto passeggeri di Acapulco. Si trova sul lungomare e dispone di un parcheggio a sei piani più un parcheggio per i taxi. È il porto abituale per la navigazione di merci e passeggeri e per le rotte che vanno tra Panama e San Francisco.

### Ciclovie
La nuova ciclovia nasce nel dicembre 2018 e conta 800 m bidirezionali per la Avenida Costera e passa per il museo storico della città.
Nell'aprile del 2019 è stata inaugurata una nuova ciclovia per il Paseo del Pescado.

## Geografia fisica

### Territorio
Si affaccia su una baia profonda semicircolare, considerata come una delle più belle nel mondo.

### Clima
Acapulco ha un clima tropicale severo, con estati caldissime e molto afose anche a causa dei violenti temporali che possono verificarsi in questo periodo dell'anno. Gli inverni sono caldi e relativamente umidi, con temperature medie di circa 30 gradi.

### Sismicità
Acapulco è stata epicentro del terremoto del Messico del 2021 che ha ucciso una persona a Coyuca de Benítez.

## Monumenti e luoghi d'interesse
- Villa Arabe
- Forte di San Diego
- Fontana della Diana Cacciatora
- Avenida Costera Miguel Alemán
- Virgen de Los Mares: è un monumento mariano sommerso nel mare.
- Palma Sola
- Murales de Diego Rivera en la Exekatlkalli
- Fortín Álvarez
- Casa de la Cultura
- Centro Internacional de Convivencia Infantil (CICI)
- Mágico Mundo Marino
- Sinfonía del Mar
- La Gran Plaza
- Galerías Diana
- Plaza La Isla
- Fórum de Mundo Imperial

### Grattacieli

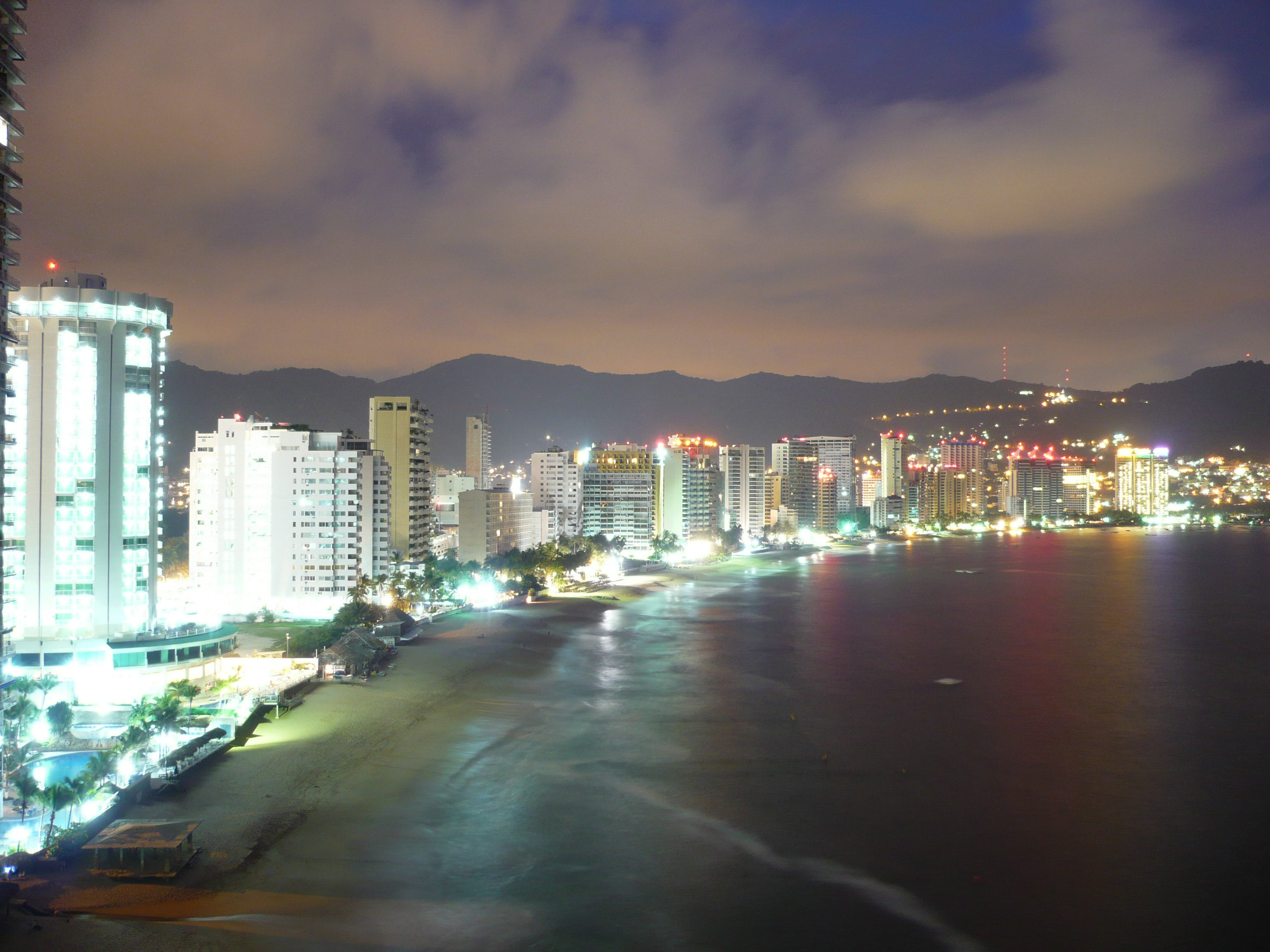
Grattacieli ad Acapulco

Attualmente la città di Acapulco ha 102 edifici tra i 40 e 123 metri. Alcuni di essi sono:
| Posto | Edificio              | Altezza | Numero di piani | Inizio dell'anno |
| ----- | --------------------- | ------- | --------------- | ---------------- |
| 1     | Oceanic 2000          | 123 m   | 33              | 1994             |
| 2     | Torre Coral           | 122 m   | 31              | 1988             |
| 3     | Estrella del Mar      | 120 m   | 26              | 1965             |
| 4     | Crowne Plaza Acapulco | 119 m   | 31              | 1982             |
| 5     | Hotel La Palapa       | 118 m   | 30              | 1976             |

### Architetture religiose
- Cattedrale di Nostra Signora della Solitudine
- Cappella della Santa Croce: si trova nella cima di Las Brisas
- Zoccalo e la Cattedrale
- Capilla Ecuménica de la Paz

### Aree naturali
- La Quebrada
- Isla de la Roqueta
- Parque Papagayo
- Pie de la Cuesta
- Laguna de Coyuca
- Laguna de Tres Palos
- Laguna Negra
- Barra Vieja
- Parque Nacional El Veladero

#### Spiagge
- Revolcadero: famosa per le onde alte cavalcate dai surfisti.
- Condesa: famosa per i bar e le cantine, vi si trovano gli alberghi più importanti. È la Zona dorada la spiaggia per il turismo.
- Pie de la Cuesta: famosa per i tramonti.
- Caleta y Caletilla
- Honda
- Langosta o La Angosta
- Manzanillo
- Tlacopanocha
- Hornos
- Icacos
- Pichilingue
- Majahua
- Bonfil

## Cultura

### Musei
- Museo Histórico Naval de Acapulco

## Economia

### Turismo
Acapulco è un'importante meta di vacanze, anche se le recenti guerre tra narcos hanno causato una forte riduzione del numero di turisti.

## Società

### Criminalità
Negli ultimi anni la guerra del narcotraffico messicana è arrivata con impeto anche nella più famosa località di villeggiatura messicana. Nella città di Acapulco si scontrano cinque cartelli della droga (Cartello di Sinaloa, Los Zetas, Cartello del Golfo sud, Cartello indipendente di Acapulco, Familia Michoacana) per il controllo della vendita della droga, del pizzo ma anche perché Acapulco è un importante porto e si trova sulla rotta della droga. Nel 2011 i morti assassinati sono stati 1800 (la media di 6 al giorno) che hanno portato Acapulco ad essere la quarta città più pericolosa al mondo, più di Baghdad o Kabul e la seconda del Messico dopo Ciudad Juárez.
La violenza e la crudezza delle esecuzioni fatte di corpi decapitati o fatti a pezzi e gettati davanti a bar e centri commerciali è diventata quasi un'abitudine e le autorità locali lamentano un drammatico calo nelle presenze turistiche che hanno eliminato Acapulco dalle liste delle mete vacanziere. Causa il rifiuto degli insegnanti di andare alle lezioni e per paura delle minacce dei Cartelli sono state chiuse ultimamente 140 scuole. C'è da considerare che nell'ultimo periodo l'operazione Guerrero Seguro ha avuto come risultato la diminuzione dell'indice di criminalità in tutto lo Stato, ed in particolare ad Acapulco.

## Amministrazione

### Gemellaggi
- Manila, dal 1969[5]
- Sendai, dal 1973[6]
- Onjuku, dal 1978[6]
- Natanya, dal 1980[5]
- Tsingtao, dal 1985[7]
- Québec, dal 1986[5]
- Napoli, dal 1986[5]
- Beverly Hills, dal 1988[5]
- Cannes, dal 1998[5]
- Ordizia, dal 2008[5]
- Soči, dal 2008[5]
- Jalta, dal 2009[8]
- Panaji, dal 2009[5]
- McAllen, dal 2009

- Cuernavaca, dal 2010[9][10]
- Guanajuato, dal 2010[5]
- Ha Long, dal 2011[11]
- Larnaca, dal 2011[12]
- Baku, dal 2011[13][14]
- Huamantla, dal 2011
- Boca del Río, dal 2012[15]
- Puerto Quetzal, dal 2012[16]
- Sosúa, dal 2012
- Eilat, dal 2012[17]
- Bandar-e Torkeman, dal 2012[18][19]
- Callao, dal 2013[20]
- Morelia, dal 2013[21]